# オンキヨーサウンド
オンキヨーサウンド株式会社（オンキョーサウンド、英: Onkyo Sound Corporation）は、かつて音響機器・電子機器・車載用スピーカー等の開発設計・製造・販売・受託生産を行っていた企業。

## 設立経緯と事業遷移
2020年（令和2年）7月31日、オンキヨー（存続会社）と子会社のオンキヨー&パイオニアを同年10月1日付で合併し、社名をオンキヨーホームエンターテイメント株式会社へと変更することを発表。これに伴い、会社分割によりOEM事業のオンキヨーサウンド株式会社とその他サービス事業のオンキヨー株式会社（3代目法人）に分割した。
OEM事業を手掛けていたが、採算性を維持することが不可能となった事や、親会社であったオンキヨーホームエンターテイメントが新型コロナウイルス感染症（COVID-19）流行の影響による業績悪化で2021年8月にJASDAQ上場廃止となった事が追い打ちをかけ、2021年9月末時点で約3億1000万円の債務超過に陥るなど業績が悪化。2022年2月8日までに、オンキヨーマーケティング（旧・オンキヨー&パイオニアマーケティングジャパン）とともに事業を停止して事後処理を弁護士に一任。2022年3月18日に大阪地方裁判所へ破産を申請し、同年3月28日に破産手続開始決定を受けた。オンキヨーサウンドの負債総額は約21億円。

## 沿革
- 1950年 - ノンプレスコーン特許出願
- 1961年1月 - 大阪府寝屋川市にスピーカ工場（香里工場）を新設
- 1980年4月 - 三重県津市に生産会社、オンキヨーエレクトロニクス株式会社を設立
- 1986年5月 - アメリカに生産会社、Onkyo America, Inc.を設立
- 1990年 - バイオクロスコーンスピーカーの製造販売を開始
- 1991年4月 - マレーシアに生産会社、Onkyo Electronics (Malaysia) Sdn. Bhd.を設立
- 1998年1月 - OMFコーンスピーカーの製造販売を開始
- 2000年11月 - 中国（上海）に生産会社、上海恩上海安橋電子有限公司（現：上海安橋電子有限公司）を設立
- 2002年3月 - アメリカに販売会社、Onkyo Industrial Components, Inc.を設立
- 2004年1月 - プラス産業株式会社および中山福朗声紙盆有限公司の株式を取得
- 2010年 - ウルトラスリムスピーカーの製造販売を開始
- 2010年6月 - Onkyo-Inventa (Hong Kong) Co., Ltd.の100％子会社として Onkyo-Inventa Technologies (Tianjin) Co., Ltd.（天津英安達科技有限公司）を設立
- 2011年8月 - 国内大手パソコンメーカーにて「Sound by Onkyo」が採用
- 2012年6月 - 中国（広州）に生産会社、広州安橋国光音響有限公司を設立（現：広州安橋音響有限公司）を設立
- 2016年 - CNFコーンスピーカー、マグネシウムコーンスピーカーの製造販売を開始
- 2016年4月 - 国内大手テレビメーカーにて「Sound by Onkyo」採用
- 2017年3月 - インドに生産会社、Minda Onkyo India Private LimitedをUNO MINDAとの合弁会社として設立
- 2019年6月 - 加振器Vibtoneのラインナップ強化で新分野へ市場拡大開始
- 2020年10月 - オンキヨーホームエンターテインメント株式会社の100%子会社としてOEM事業を主軸としたオンキヨーサウンド株式会社を設立
- 2022年3月 - オンキヨーマーケティング株式会社（旧・オンキヨー&パイオニアマーケティングジャパン株式会社）と共に大阪地方裁判所から破産手続開始決定を受ける[1]。